# Biserica „Sfinții Împărați” din Slatina
Biserica „Sfinții Împărați” din Slatina a fost construită la începutul secolului al XVIII-lea, fiind schit de călugări în prima jumătate a secolului. A fost rezidită în anul 1793 de treti-logofătul Constantin Rătescu (unul din cei 6 fii ai serdarului Toma Rătescu din Pitești) și Nicolae Mumuianu. Biserica a fost apoi reparată și zugrăvită în anul 1899, în timpul episcopului de Argeș, Gherasim Timuș. S-au făcut reparații și în anul 1949, în timpul arhipăstoriei episcopului Iosif Gafton al Râmnicului și Argeșului.

## Imagini

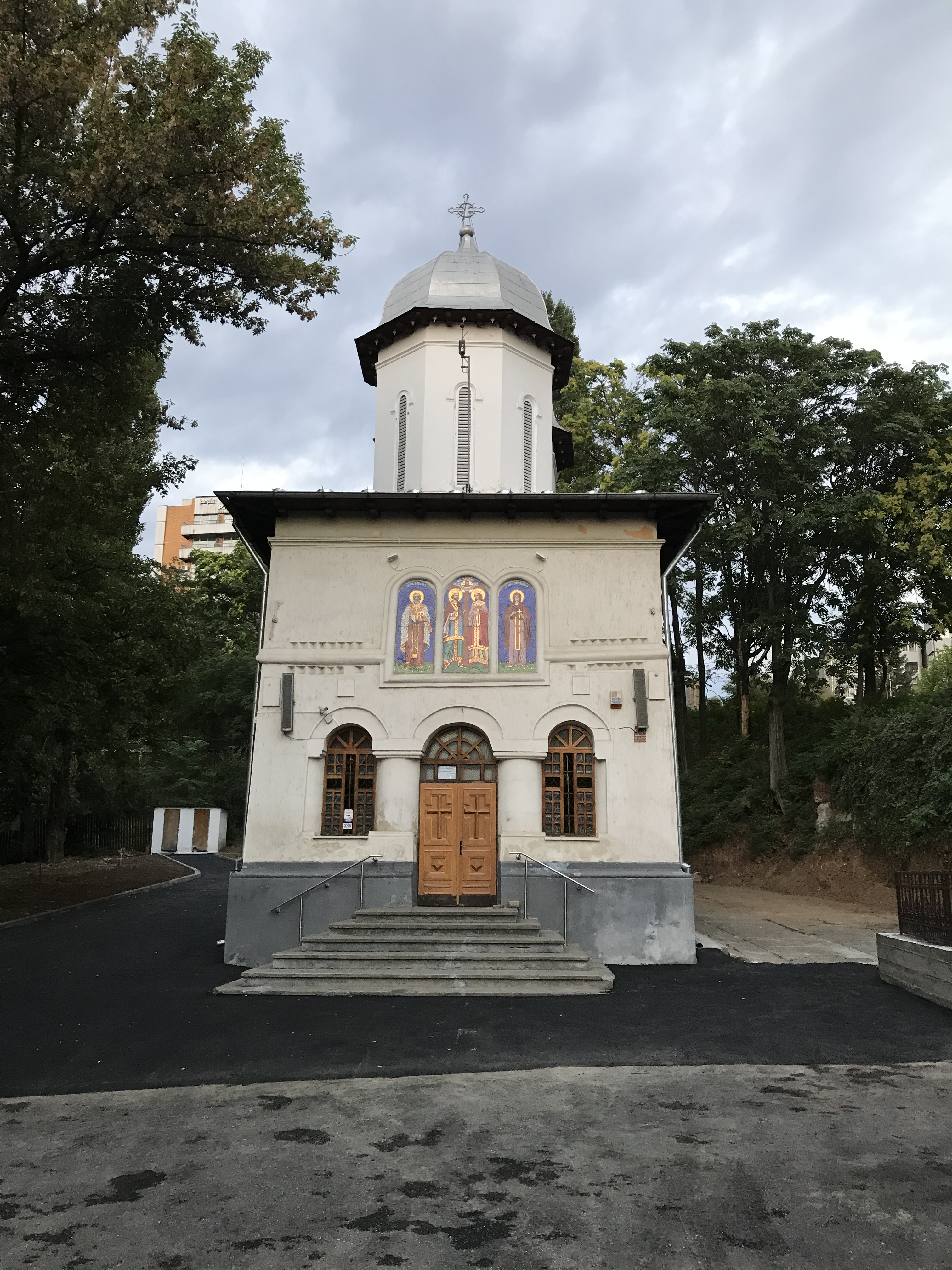
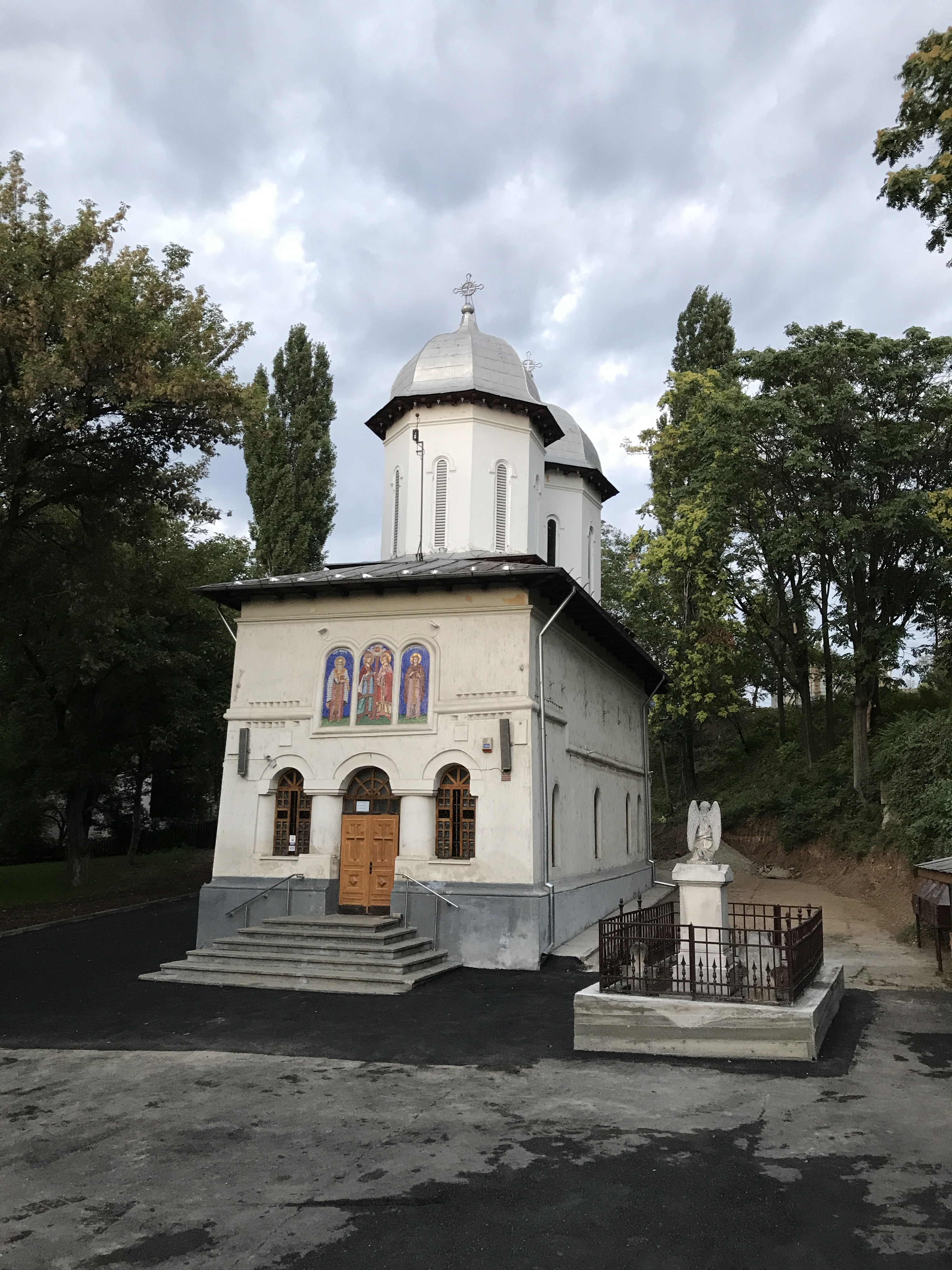